# Danh sách tiểu hành tinh: 1101–1200
| Tên               | Tên đầu tiên | Ngày phát hiện       | Nơi phát hiện     | Người phát hiện             |
| ----------------- | ------------ | -------------------- | ----------------- | --------------------------- |
| 1101 Clematis     | 1928 SJ      | 22 tháng 9 năm 1928  | Heidelberg        | K. Reinmuth                 |
| 1102 Pepita       | 1928 VA      | 5 tháng 11 năm 1928  | Barcelona         | J. Comas Solá               |
| 1103 Sequoia      | 1928 VB      | 9 tháng 11 năm 1928  | Hamburg-Bergedorf | W. Baade                    |
| 1104 Syringa      | 1928 XA      | 9 tháng 12 năm 1928  | Heidelberg        | K. Reinmuth                 |
| 1105 Fragaria     | 1929 AB      | 1 tháng 1 năm 1929   | Heidelberg        | K. Reinmuth                 |
| 1106 Cydonia      | 1929 CW      | 5 tháng 2 năm 1929   | Heidelberg        | K. Reinmuth                 |
| 1107 Lictoria     | 1929 FB      | 30 tháng 3 năm 1929  | Pino Torinese     | L. Volta                    |
| 1108 Demeter      | 1929 KA      | 31 tháng 5 năm 1929  | Heidelberg        | K. Reinmuth                 |
| 1109 Tata         | 1929 CU      | 5 tháng 2 năm 1929   | Heidelberg        | K. Reinmuth                 |
| 1110 Jaroslawa    | 1928 PD      | 10 tháng 8 năm 1928  | Crimea-Simeis     | G. N. Neujmin               |
| 1111 Reinmuthia   | 1927 CO      | 11 tháng 2 năm 1927  | Heidelberg        | K. Reinmuth                 |
| 1112 Polonia      | 1928 PE      | 15 tháng 8 năm 1928  | Crimea-Simeis     | P. F. Shajn                 |
| 1113 Katja        | 1928 QC      | 15 tháng 8 năm 1928  | Crimea-Simeis     | P. F. Shajn                 |
| 1114 Lorraine     | 1928 WA      | 17 tháng 11 năm 1928 | Nice              | A. Schaumasse               |
| 1115 Sabauda      | 1928 XC      | 13 tháng 12 năm 1928 | Pino Torinese     | L. Volta                    |
| 1116 Catriona     | 1929 GD      | 5 tháng 4 năm 1929   | Johannesburg      | C. Jackson                  |
| 1117 Reginita     | 1927 KA      | 24 tháng 5 năm 1927  | Barcelona         | J. Comas Solá               |
| 1118 Hanskya      | 1927 QD      | 29 tháng 8 năm 1927  | Crimea-Simeis     | S. Beljavskij, N. Ivanov    |
| 1119 Euboea       | 1927 UB      | 27 tháng 10 năm 1927 | Heidelberg        | K. Reinmuth                 |
| 1120 Cannonia     | 1928 RV      | 11 tháng 9 năm 1928  | Crimea-Simeis     | P. F. Shajn                 |
| 1121 Natascha     | 1928 RZ      | 11 tháng 9 năm 1928  | Crimea-Simeis     | P. F. Shajn                 |
| 1122 Neith        | 1928 SB      | 17 tháng 9 năm 1928  | Uccle             | E. Delporte                 |
| 1123 Shapleya     | 1928 ST      | 21 tháng 9 năm 1928  | Crimea-Simeis     | G. N. Neujmin               |
| 1124 Stroobantia  | 1928 TB      | 6 tháng 10 năm 1928  | Uccle             | E. Delporte                 |
| 1125 China        | 1957 UN1     | 30 tháng 10 năm 1957 | Nanking           | Purple Mountain Observatory |
| 1126 Otero        | 1929 AC      | 11 tháng 1 năm 1929  | Heidelberg        | K. Reinmuth                 |
| 1127 Mimi         | 1929 AJ      | 13 tháng 1 năm 1929  | Uccle             | S. J. Arend                 |
| 1128 Astrid       | 1929 EB      | 10 tháng 3 năm 1929  | Uccle             | E. Delporte                 |
| 1129 Neujmina     | 1929 PH      | 8 tháng 8 năm 1929   | Crimea-Simeis     | P. Parchomenko              |
| 1130 Skuld        | 1929 RC      | 2 tháng 9 năm 1929   | Heidelberg        | K. Reinmuth                 |
| 1131 Porzia       | 1929 RO      | 10 tháng 9 năm 1929  | Heidelberg        | K. Reinmuth                 |
| 1132 Hollandia    | 1929 RB1     | 13 tháng 9 năm 1929  | Johannesburg      | H. van Gent                 |
| 1133 Lugduna      | 1929 RC1     | 13 tháng 9 năm 1929  | Johannesburg      | H. van Gent                 |
| 1134 Kepler       | 1929 SA      | 25 tháng 9 năm 1929  | Heidelberg        | M. F. Wolf                  |
| 1135 Colchis      | 1929 TA      | 3 tháng 10 năm 1929  | Crimea-Simeis     | G. N. Neujmin               |
| 1136 Mercedes     | 1929 UA      | 30 tháng 10 năm 1929 | Barcelona         | J. Comas Solá               |
| 1137 Raïssa       | 1929 WB      | 27 tháng 10 năm 1929 | Crimea-Simeis     | G. N. Neujmin               |
| 1138 Attica       | 1929 WF      | 22 tháng 11 năm 1929 | Heidelberg        | K. Reinmuth                 |
| 1139 Atami        | 1929 XE      | 1 tháng 12 năm 1929  | Tokyo             | O. Oikawa, K. Kubokawa      |
| 1140 Crimea       | 1929 YC      | 30 tháng 12 năm 1929 | Crimea-Simeis     | G. N. Neujmin               |
| 1141 Bohmia       | 1930 AA      | 4 tháng 1 năm 1930   | Heidelberg        | M. F. Wolf                  |
| 1142 Aetolia      | 1930 BC      | 24 tháng 1 năm 1930  | Heidelberg        | K. Reinmuth                 |
| 1143 Odysseus     | 1930 BH      | 28 tháng 1 năm 1930  | Heidelberg        | K. Reinmuth                 |
| 1144 Oda          | 1930 BJ      | 28 tháng 1 năm 1930  | Heidelberg        | K. Reinmuth                 |
| 1145 Robelmonte   | 1929 CC      | 3 tháng 2 năm 1929   | Uccle             | E. Delporte                 |
| 1146 Biarmia      | 1929 JF      | 7 tháng 5 năm 1929   | Crimea-Simeis     | G. N. Neujmin               |
| 1147 Stavropolis  | 1929 LF      | 11 tháng 6 năm 1929  | Crimea-Simeis     | G. N. Neujmin               |
| 1148 Rarahu       | 1929 NA      | 5 tháng 7 năm 1929   | Crimea-Simeis     | A. N. Deutsch               |
| 1149 Volga        | 1929 PF      | 1 tháng 8 năm 1929   | Crimea-Simeis     | E. F. Skvortsov             |
| 1150 Achaia       | 1929 RB      | 2 tháng 9 năm 1929   | Heidelberg        | K. Reinmuth                 |
| 1151 Ithaka       | 1929 RK      | 8 tháng 9 năm 1929   | Heidelberg        | K. Reinmuth                 |
| 1152 Pawona       | 1930 AD      | 8 tháng 1 năm 1930   | Heidelberg        | K. Reinmuth                 |
| 1153 Wallenbergia | 1924 SL      | 5 tháng 9 năm 1924   | Crimea-Simeis     | S. Beljavskij               |
| 1154 Astronomia   | 1927 CB      | 8 tháng 2 năm 1927   | Heidelberg        | K. Reinmuth                 |
| 1155 Aënna        | 1928 BD      | 26 tháng 1 năm 1928  | Heidelberg        | K. Reinmuth                 |
| 1156 Kira         | 1928 DA      | 22 tháng 2 năm 1928  | Heidelberg        | K. Reinmuth                 |
| 1157 Arabia       | 1929 QC      | 31 tháng 8 năm 1929  | Heidelberg        | K. Reinmuth                 |
| 1158 Luda         | 1929 QF      | 31 tháng 8 năm 1929  | Crimea-Simeis     | G. N. Neujmin               |
| 1159 Granada      | 1929 RD      | 2 tháng 9 năm 1929   | Heidelberg        | K. Reinmuth                 |
| 1160 Illyria      | 1929 RL      | 9 tháng 9 năm 1929   | Heidelberg        | K. Reinmuth                 |
| 1161 Thessalia    | 1929 SF      | 29 tháng 9 năm 1929  | Heidelberg        | K. Reinmuth                 |
| 1162 Larissa      | 1930 AC      | 5 tháng 1 năm 1930   | Heidelberg        | K. Reinmuth                 |
| 1163 Saga         | 1930 BA      | 20 tháng 1 năm 1930  | Heidelberg        | K. Reinmuth                 |
| 1164 Kobolda      | 1930 FB      | 19 tháng 3 năm 1930  | Heidelberg        | K. Reinmuth                 |
| 1165 Imprinetta   | 1930 HM      | 24 tháng 4 năm 1930  | Johannesburg      | H. van Gent                 |
| 1166 Sakuntala    | 1930 MA      | 27 tháng 6 năm 1930  | Crimea-Simeis     | P. Parchomenko              |
| 1167 Dubiago      | 1930 PB      | 3 tháng 8 năm 1930   | Crimea-Simeis     | E. F. Skvortsov             |
| 1168 Brandia      | 1930 QA      | 25 tháng 8 năm 1930  | Uccle             | E. Delporte                 |
| 1169 Alwine       | 1930 QH      | 30 tháng 8 năm 1930  | Heidelberg        | M. F. Wolf, M. A. Ferrero   |
| 1170 Siva         | 1930 SQ      | 29 tháng 9 năm 1930  | Uccle             | E. Delporte                 |
| 1171 Rusthawelia  | 1930 TA      | 3 tháng 10 năm 1930  | Uccle             | S. J. Arend                 |
| 1172 Äneas        | 1930 UA      | 17 tháng 10 năm 1930 | Heidelberg        | K. Reinmuth                 |
| 1173 Anchises     | 1930 UB      | 17 tháng 10 năm 1930 | Heidelberg        | K. Reinmuth                 |
| 1174 Marmara      | 1930 UC      | 17 tháng 10 năm 1930 | Heidelberg        | K. Reinmuth                 |
| 1175 Margo        | 1930 UD      | 17 tháng 10 năm 1930 | Heidelberg        | K. Reinmuth                 |
| 1176 Lucidor      | 1930 VE      | 15 tháng 11 năm 1930 | Uccle             | E. Delporte                 |
| 1177 Gonnessia    | 1930 WA      | 24 tháng 11 năm 1930 | Algiers           | L. Boyer                    |
| 1178 Irmela       | 1931 EC      | 13 tháng 3 năm 1931  | Heidelberg        | M. F. Wolf                  |
| 1179 Mally        | 1931 FD      | 19 tháng 3 năm 1931  | Heidelberg        | M. F. Wolf                  |
| 1180 Rita         | 1931 GE      | 9 tháng 4 năm 1931   | Heidelberg        | K. Reinmuth                 |
| 1181 Lilith       | 1927 CQ      | 11 tháng 2 năm 1927  | Algiers           | B. Jekhovsky                |
| 1182 Ilona        | 1927 EA      | 3 tháng 3 năm 1927   | Heidelberg        | K. Reinmuth                 |
| 1183 Jutta        | 1930 DC      | 22 tháng 2 năm 1930  | Heidelberg        | K. Reinmuth                 |
| 1184 Gaea         | 1926 RE      | 5 tháng 9 năm 1926   | Heidelberg        | K. Reinmuth                 |
| 1185 Nikko        | 1927 WC      | 17 tháng 11 năm 1927 | Tokyo             | O. Oikawa                   |
| 1186 Turnera      | 1929 PL      | 1 tháng 8 năm 1929   | Johannesburg      | C. Jackson                  |
| 1187 Afra         | 1929 XC      | 6 tháng 12 năm 1929  | Heidelberg        | K. Reinmuth                 |
| 1188 Gothlandia   | 1930 SB      | 30 tháng 9 năm 1930  | Barcelona         | J. Comas Solá               |
| 1189 Terentia     | 1930 SG      | 17 tháng 9 năm 1930  | Crimea-Simeis     | G. N. Neujmin               |
| 1190 Pelagia      | 1930 SL      | 20 tháng 9 năm 1930  | Crimea-Simeis     | G. N. Neujmin               |
| 1191 Alfaterna    | 1931 CA      | 11 tháng 2 năm 1931  | Pino Torinese     | L. Volta                    |
| 1192 Prisma       | 1931 FE      | 17 tháng 3 năm 1931  | Hamburg-Bergedorf | A. Schwassmann              |
| 1193 Africa       | 1931 HB      | 24 tháng 4 năm 1931  | Johannesburg      | C. Jackson                  |
| 1194 Aletta       | 1931 JG      | 13 tháng 5 năm 1931  | Johannesburg      | C. Jackson                  |
| 1195 Orangia      | 1931 KD      | 24 tháng 5 năm 1931  | Johannesburg      | C. Jackson                  |
| 1196 Sheba        | 1931 KE      | 21 tháng 5 năm 1931  | Johannesburg      | C. Jackson                  |
| 1197 Rhodesia     | 1931 LD      | 9 tháng 6 năm 1931   | Johannesburg      | C. Jackson                  |
| 1198 Atlantis     | 1931 RA      | 7 tháng 9 năm 1931   | Heidelberg        | K. Reinmuth                 |
| 1199 Geldonia     | 1931 RF      | 14 tháng 9 năm 1931  | Uccle             | E. Delporte                 |
| 1200 Imperatrix   | 1931 RH      | 14 tháng 9 năm 1931  | Heidelberg        | K. Reinmuth                 |